# Праиндоевропейцы
Праиндоевропейцы, протоиндоевропейцы — носители праиндоевропейского языка, жившие на прародине индоевропейцев согласно курганной гипотезе примерно в 4000-м году до н. э. (6000 лет назад), во время энеолита и раннего бронзового века.
Общий для всех индоевропейских народов лексикон свидетельствует о том, что это был воинственный кочевой народ, одним из первых одомашнивший лошадь и использовавший для передвижения на большие расстояния повозки сначала на массивных сплошных, а позднее облегчённых колёсах со спицами. Благодаря использованию таких технологий, как колесо и колесница, их потомки — индоевропейцы — смогли заселить огромные просторы Евразии. Самоназвание праиндоевропейцев неизвестно.

## Общество
Данные сравнительно-исторического языкознания позволяют говорить о праиндоевропейцах как о патриархальном обществе, основным занятием которого было скотоводство, особенно разведение крупного рогатого скота. Богатство человека измерялось количеством принадлежавшего ему скота (термины для обозначения денег и скота во многих индоевропейских языках родственны). Вполне возможно, что первоначально использовалась восьмеричная система счисления, со временем заменённая на десятичную (во многих индоевропейских языках числительное «девять» созвучно прилагательному «новый»).
Жорж Дюмезиль выдвинул теорию трёх функций, согласно которой протоиндоевропейское общество функционально делилось на три сословия — жреческое (ср. брахманы), воинское (ср. кшатрии) и земледельческое (ср. вайшьи). Последователи Дюмезиля видят подтверждения этого тезиса в социальной организации различных индоевропейских народов (напр., рассказ Геродота о трёхчастном строении скифского общества). Тамаз Гамкрелидзе и Вячеслав Иванов в противовес теории Дюмезиля выдвигают дуалистический принцип индоевропейской социальной организации.

## Религия
Религия праиндоевропейцев — политеизм, основанный на почитании верховного «бога-громовержца», который ездит по небу на колеснице и мечет громы и молнии. Вероятно, существовала особая каста жрецов, ответственных за проведение священных обрядов, которые, как считается, включали организованное потребление галлюциногенного напитка (хаома, сома и т. п.).
Согласно теории трёх функций, каждая каста выдвигала своё божество: жрецы — карающего бога-судью (Зевс — Юпитер — Один — Перун — Пяркунас — Митра — Варуна), воины — бога войны (Тор — Марс — Арес — Индра), а земледельцы — бога плодородия (Фрейр — Квирин — Велес). Для многих индоевропейских народов также характерен культ коня, с которым связаны фигуры божественных близнецов.
Т. В. Гамкрелидзе и В. В. Иванов в близнечном культе и в мифе об инцесте близнецов, а также в мифе о вражде пандавов и кауравов (основной сюжет «Махабхараты»), в представлении пантеона как родни, разделённой на две противопоставленные друг другу группы (девы и асуры в Индии, дэвы и ахуры в Иране, ваны и асы в Скандинавии, отчасти также олимпийские боги и титаны в Греции) усматривают свидетельства о дуальной организации родо-племенного общества праиндоевропейцев, её идеологическое отражение и выражение.

## Археологические интерпретации
Археологические культуры, отождествляемые исследователями с праиндоевропейцами, согласно разным гипотезам:
- Гребениковская культура (7000—5500 до н. э.) — Павленко Ю. В.
- Культура Чаталхёюка (6800—5500 до н. э.) — Гамкрелидзе Т. В., Иванов В. В.[9], Дьяконов И. М., Сафронов В. А.
- Буго-днестровская культура (5500—4800 до н. э.) — Генинг В. Ф., Горнунг Б. В., Даниленко В. Н., Павленко, Ю. В.
- Старчево-Кришская культура (5000—4500 до н. э.) — Горнунг Б. В.
- Крымская культура (4900—3400 до н. э.) — Даниленко В. Н., Павленко Ю. В.
- Сурско-днепровская культура (4900—3800 до н. э.) — Даниленко В. Н., Павленко Ю. В.
- Приазовская культура (4900—4500 до н. э.) (=Азово-днепровская культура?) — Генинг В. Ф., Даниленко В. Н., Павленко Ю. В.
- Культуры Мариупольской этно-культурной общности: Днепровская, Нижнедонская, Самарская, Прикаспийская, Верёвкинская группы (4300—3800 до н. э.) — Васильев И. Б, Отрощенко В. В., Павленко Ю. В.
- Культура линейно-ленточной керамики (4500—4000 до н. э.) — Гойслер О., Даниленко В. Н.
- Культура Винча (4400—3500 до н. э.) — Горнунг Б. В., Даниленко В. Н., Сафронов В. А.
- Культура Боян (4390—4100 до н. э.) — Горнунг, Б. В., Даниленко В. Н.
- Днепро-донецкая культура (ранний этап) (4200—3800 до н. э) — Генинг В. Ф.
- Струмельско-Дубечайский тип (4000—3500 до н. э.) — Даниленко В. Н.
- Гумельницкая культура (4000—3000 до н. э.) — Горнунг Б. В., Даниленко В. Н., Сафронов В. А.
- Лендьельская культура (4000—2700 до н. э.) — Сафронов В. А.
- Трипольская культура (IV—II тыс. до н. э.) — Горнунг Б. В., Даниленко В. Н.

## Ареал

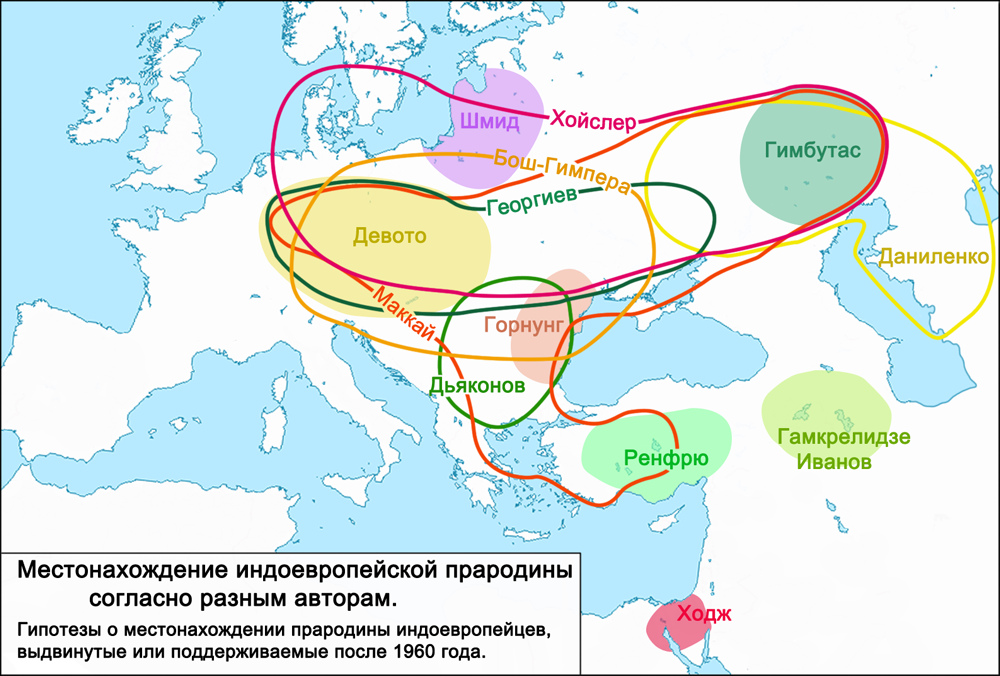
Гипотезы о местонахождении прародины индоевропейцев

Прародина индоевропейцев — один из самых спорных вопросов индоевропеистики, решение которого требует совокупного исследования данных лингвистики и археологии. Языковые данные указывают на наличие в праиндоевропейском языке слов, обозначающих снег, бук и лосось, на множество терминов, связанных с разведением лошадей, но на отсутствие единого обозначения моря и связанных с ним понятий. Это свидетельствует о том, что прародина индоевропейцев находилась в глубине материка.
Огромное влияние, которое оказали на первых индоевропеистов санскритские и древнеперсидские тексты, сказалось и в локализации прародины в начале XIX века — её размещали в Иране, Гималаях или непосредственно на Индийском субконтиненте. В довоенной литературе на основании лососевого и букового аргументов имела распространение североевропейская гипотеза, в рамках которой в качестве прародины (urheimat) постулировался север Европы (южная Скандинавия и северная Германия), при этом германские народы объявлялись националистически настроенными учёными наиболее чистыми представителями «арийской расы» (в действительности ариями себя называли только индо-иранские народы).
В настоящее время существует несколько теорий, из которых наиболее распространена «курганная гипотеза», предложенная в 1956 году американской исследовательницей литовского происхождения Марией Гимбутас. Согласно её предположению, прародиной индоевропейцев являются волжские и причерноморские степи, где развивались среднестоговская, хвалынская и ямная культуры (прародина индоевропейцев была локализована в причерноморских степях на юге России ещё в 1886 году немецким лингвистом Отто Шрадером). Постепенно различные ветви индоевропейцев волнами мигрировали на юг, восток, запад и север от прародины. Дольше всех изначальный ареал занимали предки балтов и славян. Предполагается, что на праиндоевропейском языке говорили носители днепро-донецкой культуры.
Балто-черноморская гипотеза предполагает, что уже в мезолите (8500—5000 годы до н. э.) праиндоевропейцы занимали обширные территории между Балтийским и Чёрным морями.
Балканская гипотеза помещает прародину праиндоевропейцев на Балканский полуостров и в Центральную Европу и отождествляет их с культурой линейно-ленточной керамики.
Согласно анатолийской гипотезе, сформулированной Колином Ренфрю, предполагается, что праиндоевропейский язык существовал раньше, чем принято считать, в VII—VI тыс. до н. э. в Анатолии (поселением индоевропейцев считается Чатал-Хююк), а появление индоевропейцев в Европе связывается с расселением земледельцев из Анатолии в Юго-Восточную Европу. Поддерживается В. В. Шеворошкиным.
Армянская гипотеза предполагает, что праиндоевропейский язык возник на Армянском нагорье. Аргументируется в трудах академиков Т. В. Гамкрелидзе и Вяч. Вс. Иванова.
На сегодня главными конкурирующими гипотезами расположения индоевропейской прародины являются:
- восточноевропейская или «степная», «курганная» (лингвисты А. Шлейхер, О. Шрадер 1890[20], Т. Бенфей, Т. Сулимирский 1968[21]; археологи Э. Вале, Г. Чайлд 1926[22], М. Гимбутас, Дж. П. Мэллори 1989[23])
- североцентральноевропейская (лингвисты Л. Гейгер, Ю. Покорный, Г. Хирт, Ф. Шпехт, Г. Дечи и Дж. Крюгер 2000[24][25]; археологи, антропологи и историки К. Пенка, M. Мух 1902[26], Г. Косинна, Г. Швантес, Л. С. Клейн 2010[27][28][29])
- югоцентральноевропейская или «балканская» (лингвисты Дж. Девото 1962[30], И. М. Дьяконов 1982[31][32][33]; археологи П. Боск-(и-)Жимпера 1960[34], Х. Хенкен, Я. Маккаи 1991[35][36])
- ближневосточная, западноанатолийская или переднеазиатская «армянская» (лингвисты М. Мюллер, Т. В. Гамкрелидзе и Вяч. Вс. Иванов 1984[37]; археологи К. Ренфрю 1987[38], П. М. Долуханов 1984[39], М. Звелебил 1988[40][41][42])
- теория «широкой прародины» (вся Европа или её существенная часть) (лингвисты Н. С. Трубецкой, Г. Краэ, В. П. Шмид; археологи и историки Г. Кюн, К. Яжджевский, Л. Килиан 1983[43], А. Хойслер 1985[44], Л. Л. Зализняк, С. В. Конча)
- теория В. А. Сафронова 1989[45], сочетает черты североцентральноевропейской, югоцентральноевропейской, восточноевропейской и отчасти западноанатолийской гипотез[29]
- теория «циркумпонтийского очага» Е. Н. Черных 1987[46][47], сочетающая концепты восточноевропейской и ближневосточной гипотез.